# Diari de Girona
El Diari de Girona es una publicación periódica en catalán de la provincia de Gerona, centrada en las noticias de ámbito local y comarcal de las tierras gerundenses. Fue fundado originalmente en 1943 con el nombre Los Sitios, llegando a formar parte de la cadena de prensa del Movimiento. En la actualidad forma parte del grupo Prensa Ibérica (Grupo Moll).
No debe confundirse con el Diario de Gerona publicado desde 1807 en español y ya desaparecido.

## Historia
El Diari de Girona se jacta de ser el heredero del Diario de Gerona de avisos y noticias, fundado en 1889 por la familia Masó y editado por ésta hasta el año 1936, si bien no existe ninguna relación entre ambas cabeceras.
El actual diario fue fundado el 1 de enero de 1943 con el nombre de Los Sitios, utilizando la maquinaria que había sido confiscada al antiguo diario El Autonomista. En aquel momento, Los Sitios era la única publicación periódica diaria de la provincia de Gerona, siendo el órgano oficial de FET y de las JONS en la provincia de Gerona.
Durante la dictadura formó parte de la Cadena de Prensa del Movimiento. Tras la muerte de Franco, durante el periodo de la transición pasa a formar parte del órgano público Medios de Comunicación Social del Estado (MCSE). El diario fue vendido en subasta pública en 1979, a la Editorial Girondina. Mantuvo su nombre original hasta finales de los años 1970, cuando lo cambia por el de Los Sitios-Diari de Girona, introduciendo progresivamente el catalán. En 1988 se cambió el nombre a Diari de Girona. Sobrepasado por su rival El Punt, desde 1990 el diario pasó a editarse íntegramente en lengua catalana. Desde 1996 pertenece a la editorial Prensa Ibérica.
En 1999 inauguró Tribuna de Girona, el foro de debate y participación de la publicación, que es en la actualidad un punto de encuentro para las ideas y cultura en la sociedad gerundense.
En la actualidad recibe subvenciones por parte de la Generalidad de Cataluña.